# Przystań (singel)
Przystań – singiel zespołu Maanam wydany w grudniu 1998 roku, promujący dziewiąty album studyjny Klucz. Piosenka została użyta w filmie Przystań z 1997 roku. Do utworu powstał teledysk.

## Lista utworów
1. „Przystań” – 3:59

## Twórcy
- Kora – śpiew
- Marek Jackowski – gitary
- Ryszard Olesiński – gitary
- Krzysztof Olesiński – gitara basowa
- Paweł Markowski – perkusja

Gościnnie grali
- David Saucedo Valle – instrumenty perkusyjne
- Bogdan Lewandowski – instrumenty klawiszowe